# Natterwand
Natterwand är ett berg i Österrike.   Det ligger i distriktet Schwaz och förbundslandet Tyrolen, i den västra delen av landet, 400 km väster om huvudstaden Wien. Toppen på Natterwand är 1 320 meter över havet.
Terrängen runt Natterwand är kuperad åt nordväst, men åt sydost är den bergig. Närmaste större samhälle är Kramsach, 16,6 km sydost om Natterwand. 
I omgivningarna runt Natterwand växer i huvudsak blandskog. Runt Natterwand är det ganska tätbefolkat, med 100 invånare per kvadratkilometer.